# Уйти по-английски
«Уйти по-английски» — фразеологизм, означающий уйти незаметно, не попрощавшись, в негативно оцениваемом значении поступить невежливо, пренебрегая общественными правилами поведения. Стереотип попал в русский язык из французского (filer à l’anglaise, partir à l’anglaise), откуда распространился и в ряде других национальных культур. Аналогичное выражение (take French leave) существует в английском языке, но с противоположным значением в отношении национальной принадлежности — французов. Выражение «уйти, не попрощавшись», негативно или иронично оценивающее поведение представителей различных наций, часто враждовавших на протяжении истории, имеет место во многих культурах, в том числе не только в англо-французском понимании, но и в локальных вариантах. 

## Происхождение

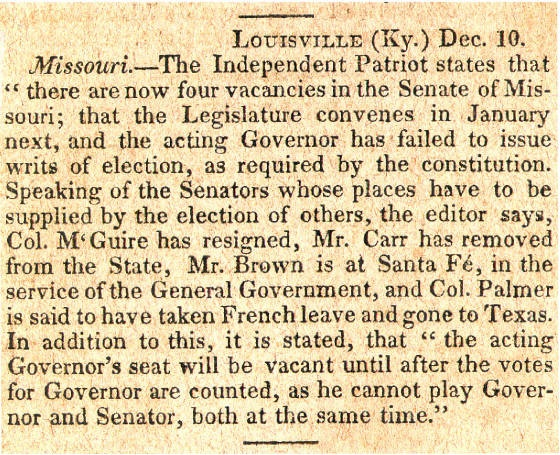
В декабрьской статье 1825 года филадельфийского издания National Gazette and Literary Register идёт речь о том, что сенатор от штата Миссури Мартин Палмер взял «французский отпуск» (French leave, уехал без предупреждения) и «уехал в Техас» (иными словами, пропал без вести)

Происхождение стереотипного выражения в отношении соседнего народа, с которым на протяжении веков существовали конфронтационные отношения, имеет место в различных культурах. Например, название презерватива, венерических заболеваний (сифилис — «итальянская», «неаполитанская», «французская», «английская», «испанская», «польская» болезнь) и т. д. Появление оборота «уйти, не попрощавшись» в английском языке часто связывают с временами Семилетней войны (1756—1763), в связи с тем, что французские солдаты якобы были склонны покидать поле боя, свои подразделения. В связи с этим позже возникло сленговое понятие French leave — прогул, в военном жаргоне — самовольная отлучка. Исследователи выдвигают предположение, что to take French leave — «уйти по-французски» — возможно возникло на основе французского обычая середины XVIII века покидать светские мероприятия (балы, обеды и т. д.), не попрощавшись с хозяевами дома, организаторами. В странах английской культуры под выражениями типа «французская отлучка, каникулы» понимался также стереотип о легкомысленном, непостоянном поведении французов.
Аналогичная, но противоположная по направленности оценка поведения соседей распространилась и во Франции, где выражение «уйти не попрощавшись» наоборот закрепилось в отношении представителей английской нации. Оно означало уйти незаметно, без предупреждения, что несло в себе негативную оценку: поступить не в соответствии принятыми правилами поведения. Появление французского выражения многие относят к 1890 году, а в 1898 году энциклопедический словарь французского языка Nouveau Larousse illustré уже выводил его из английской традиции, когда гости уходят с бала, лично не попрощавшись с хозяевами. Некоторые исследователи объясняют, что сходное выражение стало применяться ещё в 1500-х годах в отношении недобросовестных должников, известных как les Anglais.
«Мне непременно нужно уезжать», — сказал я Бришо. «Я с вами, — отвечал он, — но мы не можем уйти по-английски. Пойдёмте попрощаться с мадам Вердюрен», заключил профессор, направляясь в салон с видом участника какой-нибудь комнатной игры, который идёт взглянуть, можно ли уже вернуться.
Ещё по одной версии возникновение идиомы связывают с 1830-ми годами и с лордом Генри Сеймуром (Henry de Seymour, 1805—1859), известным во Франции того времени парижским денди и основателем парижского Жокей-клуба. Во-многом его известность основывалась на экстравагантном поведении, сумасбродных выходках. Так, одна из наиболее любимых его проделок заключалась в том, чтобы наняв фиакр, переодевшись и заняв место кучера, устроить беспорядок на улице, после чего улизнуть и скрыться среди зевак, с удовольствием наблюдая за устроенным столпотворением на проезжей части. Ещё одно объяснение отсылает к толкованию filer à l’anglaise к криминальной субкультуре, где ещё в XIX веке словосочетание означало «уйти, как вор» (от глагола anglaiser, синонимичного voler — украсть, обворовать).
Кроме того, французский фразеологизм подразумевает распространённое мнение о неуживчивом, необщительном характере англичан. Со временем из французского употребления (filer à l’anglaise, partir à l’anglaise) он распространился в Европе, закрепившись во многих языках, в том числе и в русском. В различных культурах существуют не только восходящие к франко-английским взаимным стереотипам, но и локальные выражения аналогичного характера. Так, у франкоканадцев это partir eu Sauvage («уйти как индейцы»), у мальтийцев «уйти как жители острова Гоцо», у немцев, кроме негативно оцениваемого поведения французов — sich auf französisch empfehlen — и поляков, зафиксировано сходное выражение в отношении голландцев — den Holländer machen («сделать голландца»). Российский лингвист Елена Березович, приводя эти сведения отмечала, что бытование в мире близких по характеру идиом, а не только франко-английской антиномии, осложняет выяснение их этимологии: «…каждый элемент списка мог возникнуть независимо от других, „вне диалога“ — в соответствии с логикой наделения инородцев (и в первую очередь ближайших соседей-врагов) негативными чертами характера и манерой поведения».

## Примеры на различных языках
- Чешский — zmizet po anglicku
- Венгерский — angolosan távozni
- Итальянский — andarsene all'inglese
- Польский — wyjść po angielsku
- Румынский — a o șterge englezește
- Украинский — піти по-англійськи
- Португальский — saída à francesa
- Испанский — despedida a la francesa
- Валлонский — spiter a l'inglesse